# Lac Cormorant
Pour l’article homonyme, voir Cormoran.
Le lac Cormorant est situé à une cinquantaine de kilomètres au nord de la ville de Le Pas dans la région Nord de la province canadienne du Manitoba, non loin de la province de la Saskatchewan. 
Le lac Cormorant fait partie du bassin fluvial de la rivière Saskatchewan et du fleuve Nelson. Le lac s'étend sur une longueur d'une vingtaine de kilomètres sur 27 kilomètres de large. Il s'élève à 256 mètres d'altitude.
Un alignement d'îles, plus ou moins grandes, coupent de part en part le lac Cormorant en son milieu.
Le lac doit son nom aux cormorans qui fréquentent ce lieu.